# Can Molinas

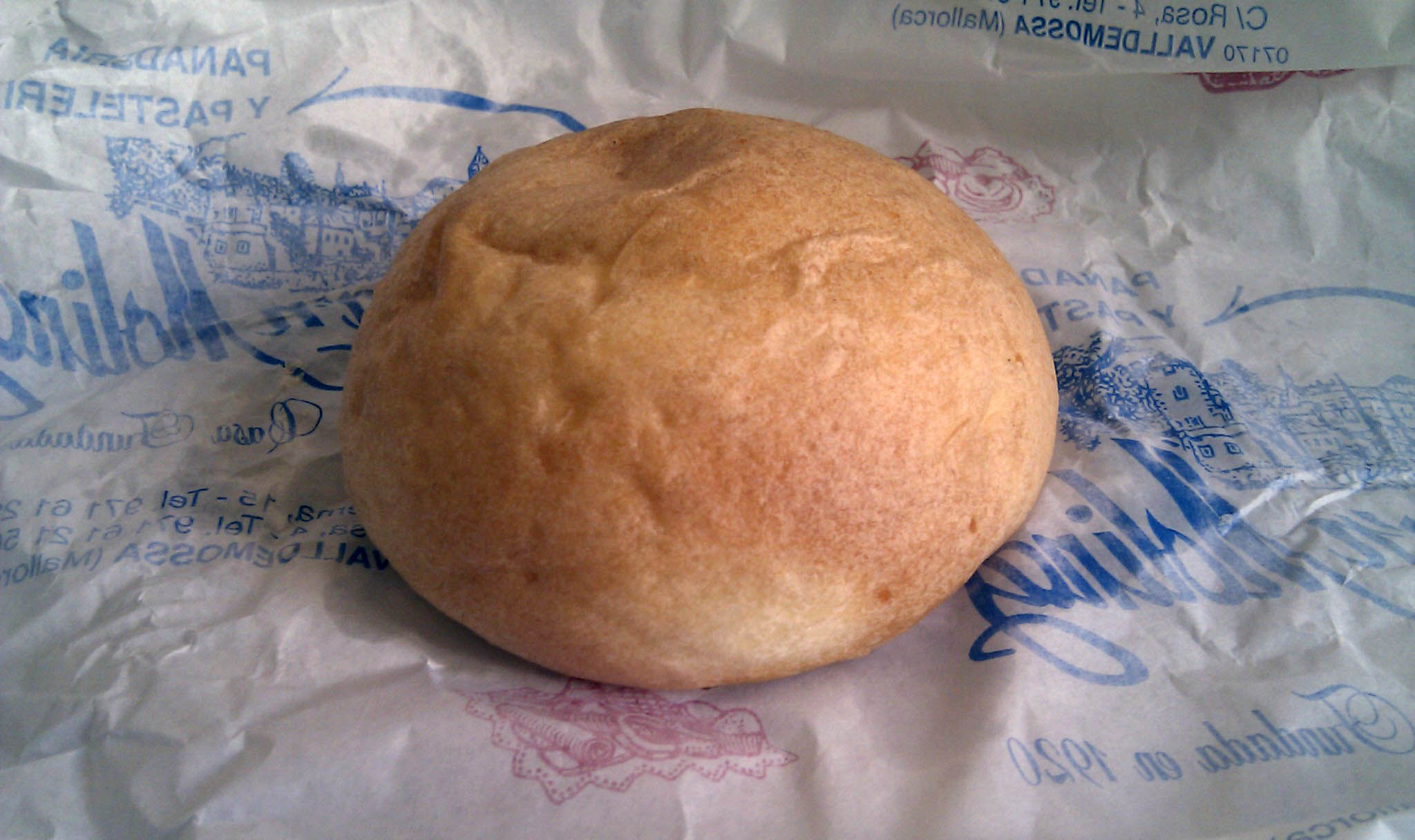
Coca de patata feta a Can Molinas

Can Molinas és un forn i pastisseria obert a Valldemossa el 1920 pels germans Miquel i Tomeu Cañellas Nadal, nascuts a Bunyola i de malnom de Can Molí. D'aquí ve el nom que es donà al forn Can Molines. Des dels inicis, al carrer de la Rosa, es dedicaren a la producció artesana de pa, pastissos, ensaïmades, i especialment de coques de patata que, en els seus orígens, es feien amb motlle i es venien a tallades. Amb el pas dels anys les típiques coques de Valldemossa s'han anat fent més petites, de mida individual.
Posteriorment el forn passà a ser regentat per Bernat Cañellas Estrades, el fill de Miquel Cañellas. L'any 1977 obriren una sucursal també a Valldemossa al carrer de Blanquerna número 15. Els productes que ofereixen segueixen sent artesans i els seus clients són no només valldemossins, sinó que és freqüent trobar gent de qualsevol indret de Mallorca comprant coques de patata a Can Molines. Actualment el forn és regentat pels fills de Bernat Cañellas, Maria i Miquel Àngel Cañellas Calafat. El 2007 van rebre el Premi Ramon Llull.